# Bartolomeo Cristofori

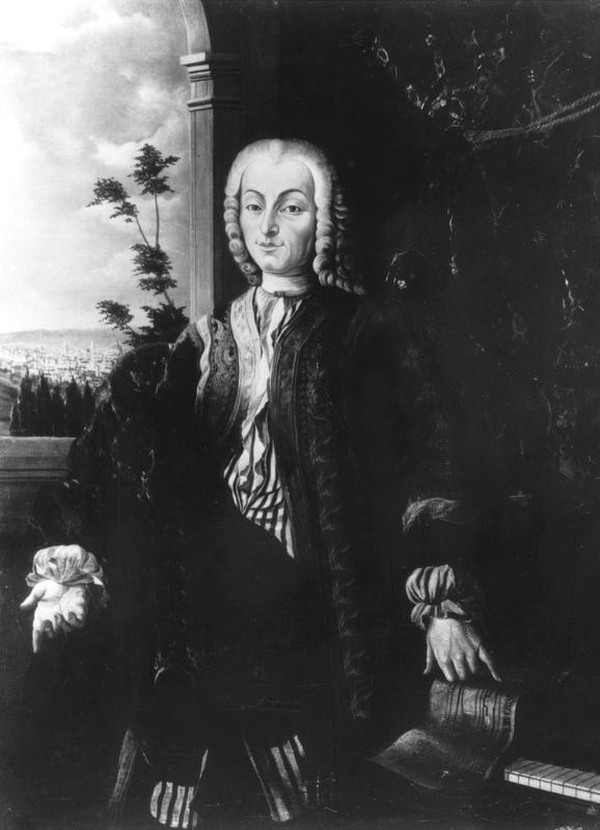
Bartolomeo Cristofori (1726)

Bartolomeo Cristofori (* 4. Mai 1655 in Padua; † 27. Januar 1731 in Florenz) war ein italienischer Musikinstrumentenbauer. Er gilt als der Entwickler des Klaviers.

## Leben
Bartolomeo Cristofori wurde am 4. Mai 1655 als Sohn von Francesco Cristofori in Padua, das zur Republik Venedig gehörte, geboren. Über seine frühen Lebensjahre ist wenig bekannt. 1690 wurde er von Ferdinando de’ Medici, dem Sohn des toskanischen Großherzogs Cosimo III. de’ Medici, als Instrumentenbauer und -stimmer an seinen Hof in Florenz geholt. Während dieser Zeit begann Cristofori die Arbeit an einer neuen Anschlagmechanik, die ein dynamisches Spiel erlauben würde. Das Inventar der Musikinstrumente aus dem Jahre 1700 listet ein arpicembalo che fà il piano e il forte – ein Cembalo, das in unterschiedlicher Lautstärke gespielt werden kann – auf, welches üblicherweise auf das Jahr 1698 datiert wird und als erstes Klavier gelten kann. Es hatte einen Tonumfang von vier Oktaven. Cristofori blieb auch nach dem Tod von Ferdinando 1713 an der großherzoglichen Werkstatt, fertigte weitere Pianoforte an und verfeinerte ihre Technik.
Daneben restaurierte er einige wertvolle ältere Cembali und entwickelte zwei neue Tasteninstrumente, das spinettone (ein großes Spinett mit mehreren Registern) und ein repräsentatives ovales Spinett, dessen Bass-Saiten in der Mitte angeordnet waren.
Das heute verfügbare Quellenmaterial zu Cristoforis Leben besteht aus seinem Geburts- und Totenschein, zwei Testamenten, den Rechnungen, die er seinen Arbeitgebern ausstellte, sowie einem Zeitungsartikel mit einem Interview durch Scipione Maffei, dessen Anmerkungen dazu ebenfalls erhalten sind.

## Werk

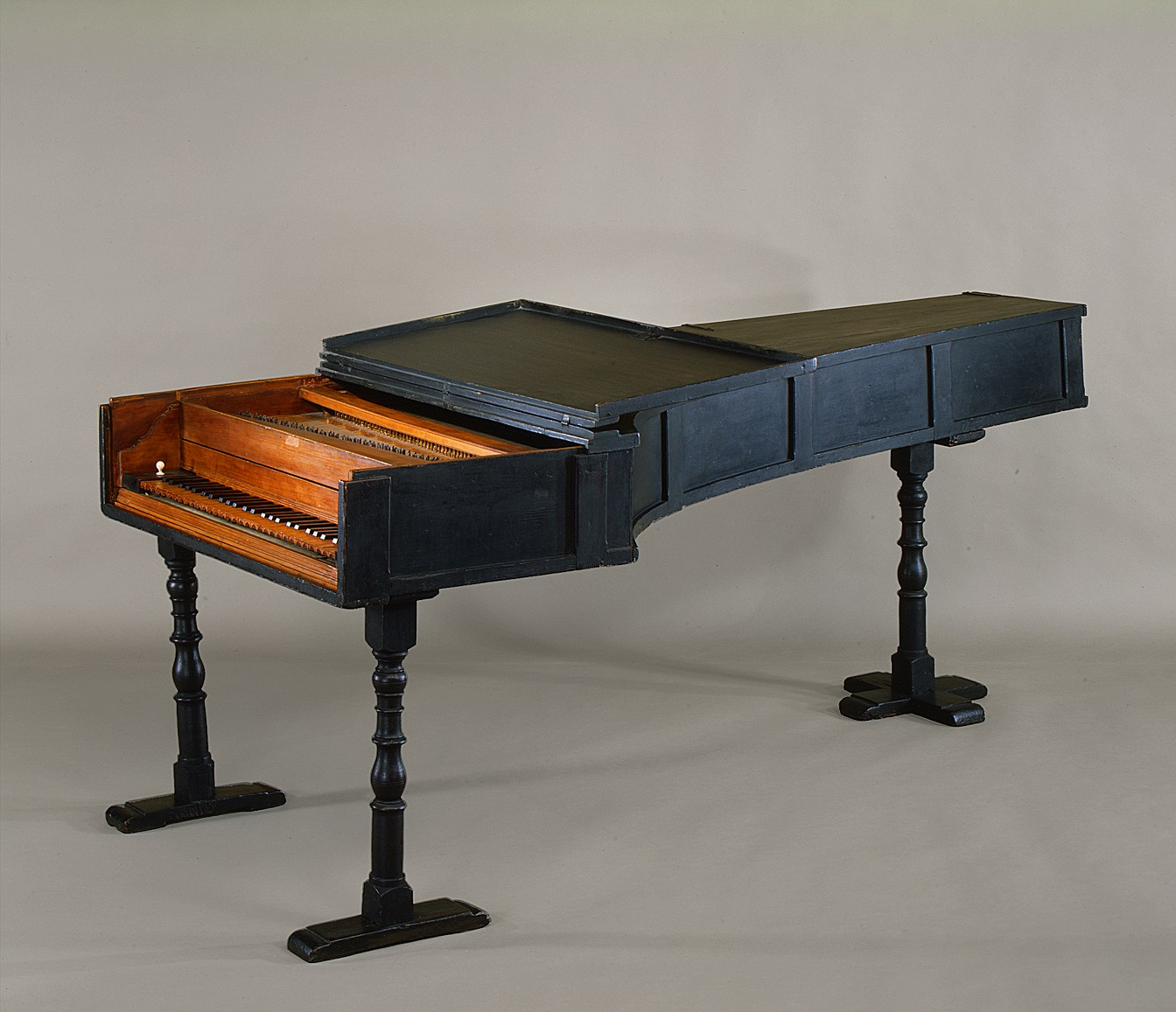
Grand Piano, Metropolitan Museum of Art

Grundlage für die dynamische Spielbarkeit des Hammerklaviers war eine ausgefeilte Mechanik, bei der ein Hammer durch eine Stoßzunge gegen die Saite geschleudert wurde und sie zum freien Schwingen sofort wieder freigab. Mit dem Drücken der Taste wurde gleichzeitig ein Dämpfer angehoben, der nach Loslassen der Taste die schwingende Saite abfing. Cristofori spannte jeweils zwei gleich gestimmte Saiten (einen so genannten Chor) nebeneinander, um eine höhere Lautstärke zu ermöglichen.
Neu war dabei insbesondere, dass sich durch den Kraftaufwand die Lautstärke stufenlos von leise (italienisch: piano) bis laut (italienisch: forte) beeinflussen ließ; entsprechend wurde das Instrument Pianoforte getauft, wovon sich die Kurzform Piano ableitet.
Im Jahre 1726 hatte Cristofori sein Instrument vollendet. Heute gibt es noch drei Originale. Eines befindet sich in Leipzig, eines in Rom und eines in New York. Insgesamt sind zehn Instrumente verschiedener Bauart aus seiner Werkstatt erhalten.
Die erste Sammlung von Sonaten, die speziell für Cristoforis Hammerklavier komponiert wurde, stammt von Lodovico Giustini.